# Hadouken!
Gli Hadouken! sono un gruppo musicale britannico formato a Londra nel 2006.

## Origine del nome
Il nome del gruppo deriva da Hadoken (波動拳? lett. "Colpo dell’Ondata"), attacco speciale presente nella serie di videogiochi Street Fighter.

## Storia
Il gruppo ha iniziato a produrre con un'etichetta indipendente nel 2006. Nel febbraio 2007 sono state autoprodotte due tracce inserite in un 7". Il loro primo brano di successo è Liquid Lives. Nel 2007 il gruppo si è esibito in diversi concerti con i Does It Offend You, Yeah? e con Example. Dopo un altro singolo, tra il giugno e il novembre 2007 sono usciti diversi mixtape.
Nel marzo 2008 è stato annunciato il primo album Music for an Accelerated Culture, pubblicato nel maggio seguente dalla Atlantic Records. Il disco ha raggiunto la posizione #12 nella Official Albums Chart.
Il secondo album For the Masses è stato pubblicato nel gennaio 2010 ed include il singolo Mic Check.
Il terzo album è stato prodotto in maniera indipendente e pubblicato nel marzo 2013.

## Formazione
- James Smith - voce, tastiere
- Alice Spooner - tastiere, voce
- Daniel "Pilau" Rice - chitarra, cori
- Christopher Purcell - basso, cori
- Nick Rice - batteria

## Discografia parziale

### Album in studio
- 2008 - Music for an Accelerated Culture
- 2010 - For the Masses
- 2013 - Every Weekend

### EP
- 2009 - M.A.D.

### Singoli
- 2007 - Liquid Lives
- 2007 - Mixtape
- 2007 - Not Here to Please You
- 2007 - Love, Sweat and Beer
- 2011 - Oxygen